# Министерство на строителството и архитектурата
Министерството на строителството и архитектурата (МСА) е историческо министерство в България, съществувало през 1981 – 1984 година.

## История
Създадено е на 18 юни 1981 г. с указ № 1226. Структурата на министерството се състои от министър, зам.-министри, главен секретар и колегиум. Сред задачите на министерството е държавен технически контрол в строителството, проектиране и следене за спазването на Правилника за капитално строителство. Министерството участва и в работата на Постоянната комисия на СИВ за строителство, както и в ОНИДО при ООН.
Преименувано е на Министерство на строителството и селищното устройство с указ № 7 от 4 януари 1984 г. 

## Списък

### Министри на строителството и архитектурата 1981 – 1984
| № | Име (Роден-Починал)    | Начало на мандата | Край на мандата | Дни на упр. | Партия/Коалиция | Правителство |
| - | ---------------------- | ----------------- | --------------- | ----------- | --------------- | ------------ |
| 1 | Иван Сакарев (р. 1933) | 18 юни 1981       | 4 януари 1984   | 930         | БКП             | 74           |